# Kloster Maria Luggau

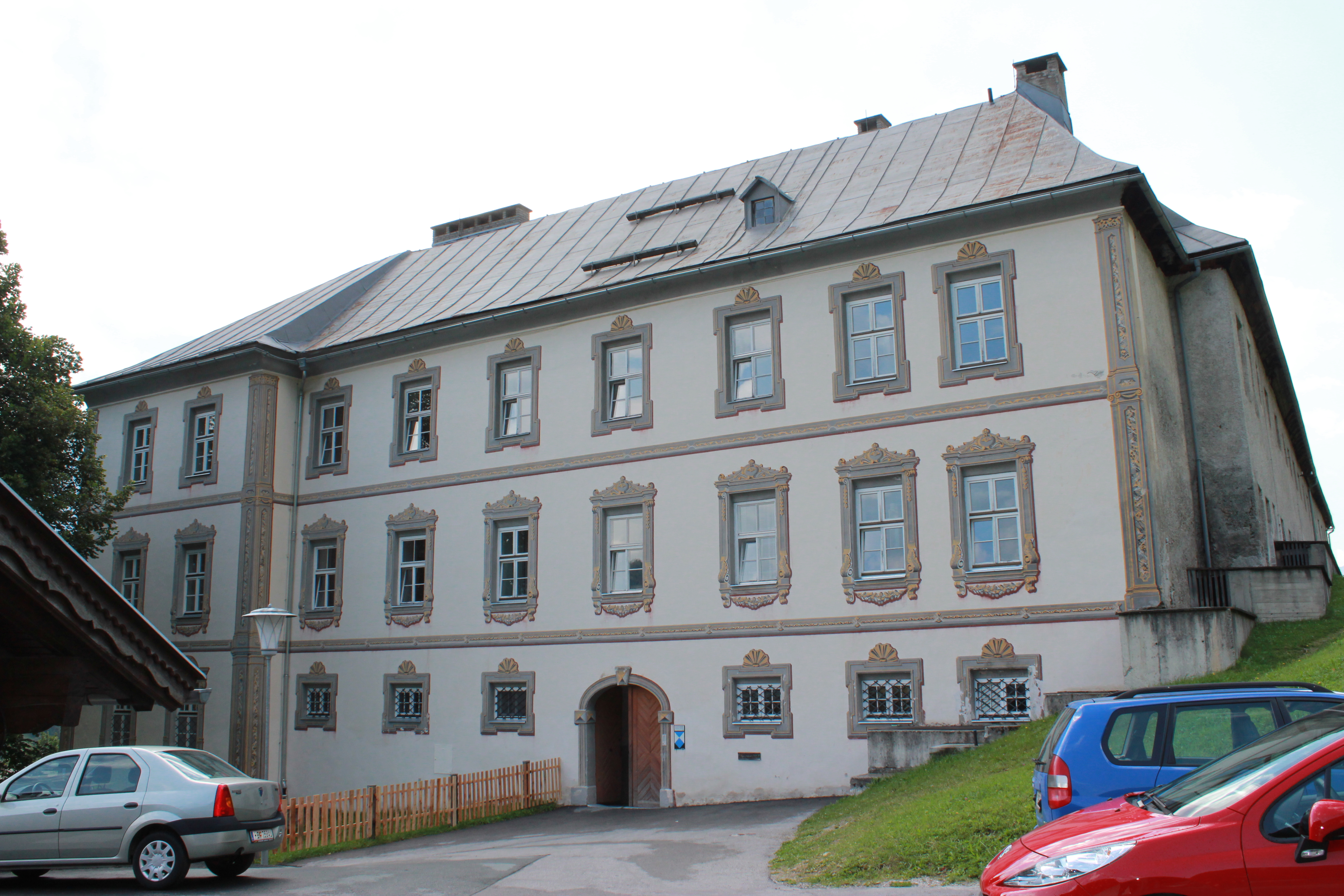
Ostansicht (2011)

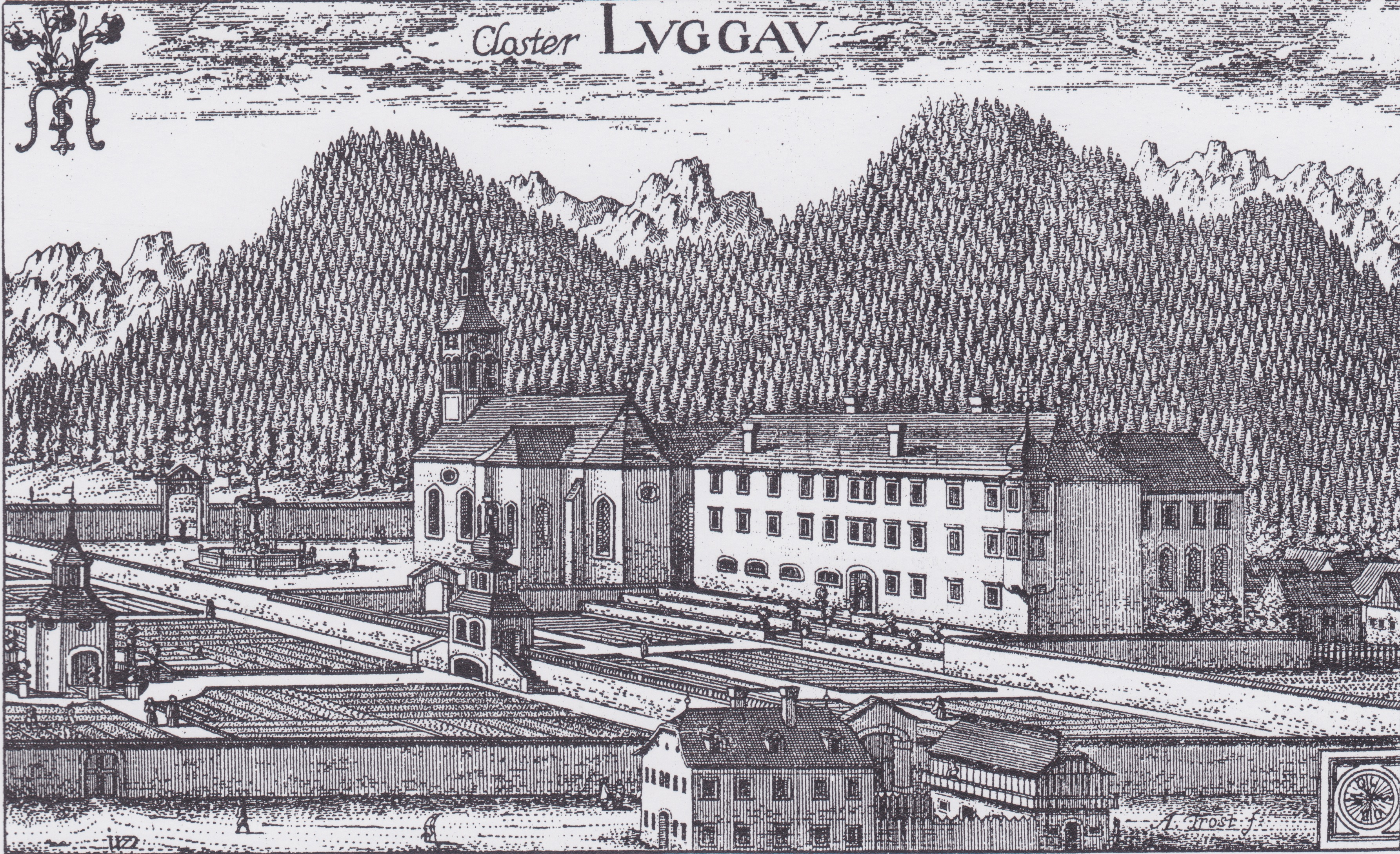
Stich von Andreas Trost nach Valvasor (ca. 1680)

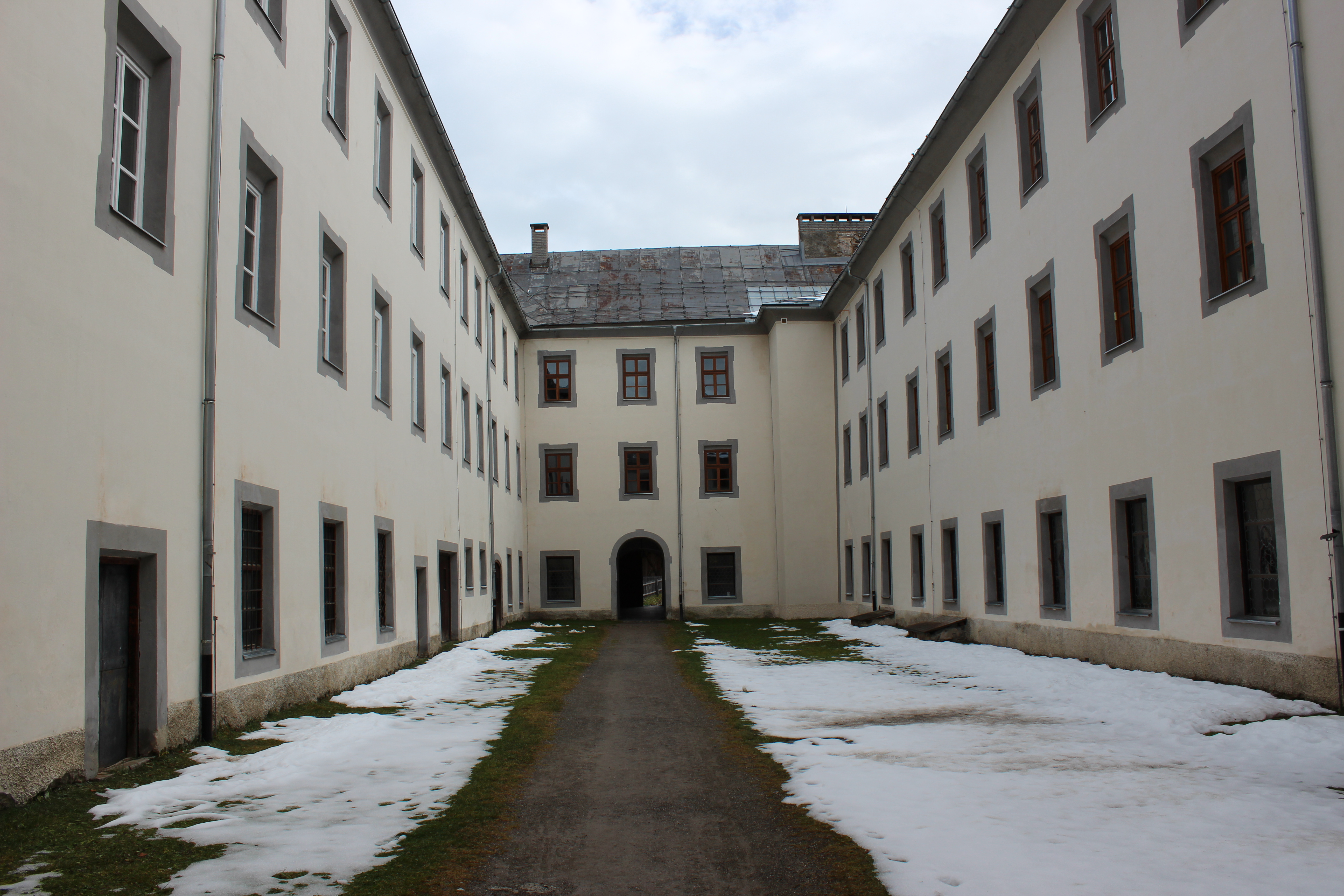
Innenhof (2012)

Das Kloster Maria Luggau in Maria Luggau in der Gemeinde Lesachtal schließt nördlich an die Wallfahrtskirche Maria Schnee an.

## Geschichte
1591 gründeten die Franziskaner in Maria Luggau eine Niederlassung. 1593 wurde der Grundstein zum Klosterbau gelegt. Bereits 1628 wurden die Franziskaner aus Maria Luggau abberufen. 1635 erfolgte die Übergabe der Kirche, des Klosters und der Pfarre an die Serviten. 1640 zerstörte ein Brand das Kloster, das Kirchendach und das oberste Turmgeschoß. Zwischen 1640 und 1661 wurde das Kloster wieder errichtet. Ein weiterer Brand vernichtete 1738 einen begonnenen Zubau, das Kirchendach und das Glockengeschoß des Turmes. Die weitgehende Erneuerung des Klosters wurde 1741 vollendet.
Seit 1989 beherbergt das Kloster auch ein katholisches Bildungshaus für Oberkärnten.
Mit Stand 2019 hat das Exerzitien-, Bildungs- und Gästehaus 85 bis an die 90 Betten. Das Kloster wird von 40.000 Pilgernden pro Jahr besucht und ist damit mit großem Abstand nach Mariazell (1 Mio.) der zweitbeliebteste Wallfahrtsort Österreichs.
Im Herbst 2018 planten Die Serviten mithilfe einer noch zu errichtenden Betreibergesellschaft gemeinsam mit der Diözese Gurk – unter Bischof Alois Schwarz – und der Ortsgemeinde die Klosterherberge zu sanieren und um ein Gästehaus zu erweitern. Mit 8 Mio. Euro Kosten hätte bis Ende 2020 ein 150-Betten-Hotel entstehen sollen. Als eine treibende Kraft wird Michaela Tiefenbacher genannt, die zwei Hoteldörfer am Faakersee betreibt.
Ende 2019 verlangte die Hotel- und Tourismusbank eine Haftungserklärung über 5 Mio. Euro für das 8,5-Mio.-Projekt mit nur 25 % Eigenkapital. Am 26. November kamen die Teilhaber der Errichtungsgesellschaft überein, ein wirtschaftlich zu betreibendes kleineres Hotelprojekt mit weniger finanziellem Risiko bis Frühling 2022 zu planen. Die Pläne ein Hotel zu errichten wurde ad acta gelegt. Das Kloster wird in den nächsten 2 Jahren saniert.

## Beschreibung

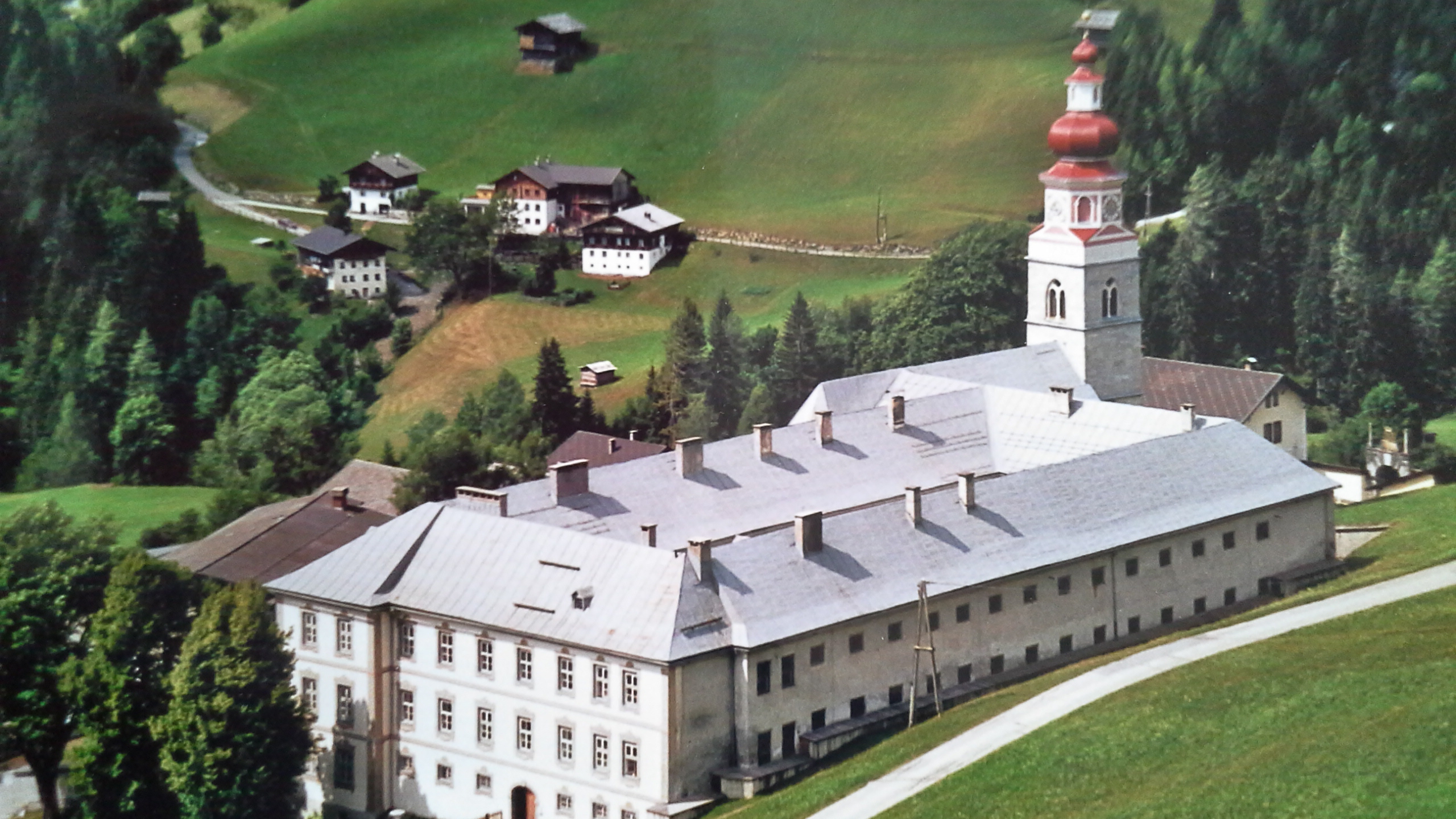
Kloster Maria Luggau. Draufsicht von Nordosten.

Das Kloster ist ein großer dreigeschoßiger Bau um einen rechteckigen Hof. An der Südseite befindet sich eine terrassierte Gartenanlage. Den Haupteingang bildet das westliche Rustikaportal, das von einem Wappenschild und zwei seitlichen Obelisken bekrönt wird.
Die Sakristei liegt nördlich des Kirchenchores und bildet die Westecke des Südtraktes. Das Muldengewölbe mit Stichkappen weist in der Mitte ein Ovalfeld mit dem Auge Gottes auf. Die um 1740 entstandenen Stuckfelder mit Rankenwerk zeigen an der Schmalseite ein Herz mit sieben Schwertern und darüber eine Krone, einen Pelikan und einen Pfau. Der Kamin und das Lavabo stammen aus der Bauzeit, der Sakristeischrank mit Intarsien aus der Mitte des 18. Jahrhunderts. In einer Vitrine wird eine Schnitzgruppe der Beweinung Christi aus der Mitte des 18. Jahrhunderts aufbewahrt.
In der Mitte des Südtraktes befindet sich das Refektorium mit einer Stuckdecke aus der Mitte des 18. Jahrhunderts. Zur Ausstattung zählen Bänke und Tische mit Intarsien sowie ein Ofen aus der Mitte des 18. Jahrhunderts. Die Ölgemälde mit Darstellungen von acht Heiligen sowie Wohltätern des Ordens sind zum Teil in die Wand eingelassen und stammen aus der Bauzeit.
Im Korridor des Südtraktes sind zahlreiche Votivbilder ausgestellt, darunter eine spätbarocke bäuerliche Bilderfolge zur Gründungsgeschichte der Kirche, ganzfigurige Porträts von Serviten und sechs Rokokobilder zur Lebensgeschichte eines Serviten namens Jakob.
Der Klostergarten wurde im Frühbarock angelegt. Erhalten geblieben sind das quadratische, gemauerte Gartenhaus an der Mauer zwischen erster und zweiter Terrasse mit einer doppelläufigen Treppe und der Spatzentempel.
Der Spatzentempel, ein Pavillon im Garten unterhalb der Stützmauer, ist ein Bau mit achteckigem Grundriss und einer hölzernen Laterne aus dem 17. Jahrhundert. Im Inneren weisen die Nischen volkstümliche barocke Steineinlegearbeiten von 1748 mit den Darstellungen des Gekreuzigten, der Maria Magdalena sowie von vier Mönchen auf.
Das Kloster soll mit einem Zubau zu einem Hotel mit 120 Betten umgebaut werden, der Baustart verzögert sich allerdings. Der Grund dieser Maßnahme ist, dass das Kloster dringend sanierungsbedürftig ist, und es aus finanzieller Sicht für den Orden nicht leistbar ist, geplant ist, dass das Kloster langfristig an die Errichtergesellschaft verpachtet wird.